# Aoba (geslacht)
Aoba is een geslacht van vlinders van de familie tandvlinders (Notodontidae), uit de onderfamilie Notodontinae.

## Soorten
- A. grassei Kiriakoff, 1966
- A. tosta Kiriakoff, 1965